# Campos Borges
Campos Borges é um município brasileiro do estado do Rio Grande do Sul.

## Geografia
Localiza-se a uma latitude 28º53'10" sul e a uma longitude 52º59'55" oeste, estando a uma altitude de 513 metros. Está a 290 km da capital do estado. Possui uma área de 180,91 km² e sua população estimada em 2004 era de 3 742 habitantes. Tem como distrito a comunidade de Rincão dos Toledos, a qual deu origem ao município.
O município de Campos Borges é banhado pelo alagado do Passo Real, cultivando assim um excelente potencial turístico, ainda pouco explorado.

## Subdivisões

### Distritos
| Distrito                   | População |
| -------------------------- | --------- |
| Campos Borges              | 2800      |
| Linha Ferrari              | 150       |
| Mundo Novo                 | 300       |
| Rincão dos Toledos         | 300       |
| São José dos Campos Borges | 200       |
| Varame                     | 100       |
| Volta Vitória              | 200       |